# Anaerococcus lactolyticus
Anaerococcus lactolyticus è una specie di batterio appartenente alla famiglia delle Peptostreptococcaceae.